# Колдомка
Колдомка — небольшая река в России, протекает в Ивановской области.
Устье реки находится в по левому берегу реки Уводи. Исток реки расположен в лесах Савинского района, в километре к западу от населённого пункта Антилохово Ивановской области. Не судоходна. Населённых пунктов вдоль русла реки нет.

## Топографические карты
- Лист карты O-37-131 Ковров. Масштаб: 1 : 100 000. Указать дату выпуска/состояния местности. (не подписана, устье у с. Горьково)